# Muromez-Insel
Die Muromez-Insel (ukrainisch Муромець острів) ist eine 148 Hektar große Flussinsel an der Mündung der Desna in den Dnepr im Norden der ukrainischen Hauptstadt Kiew.
Die durch Verlandung des Dneprs und der Desna entstandene Sandinsel liegt nördlich der Truchaniw-Insel im Kiewer Stadtrajon Desna. Die Länge der Insel beträgt etwa 7,5 km und die Breite 1,2 km.
Die Insel ist ein Naherholungsgebiet, auf der sich der 1972 eingerichtete „Park der Völkerfreundschaft“ befindet. Die Flora und Fauna sind ähnlich der Truchaniw-Insel und der anderen Dnepr-Inseln. Im Süden der Insel befindet sich die Nordbrücke.